# Robert Cruikshank

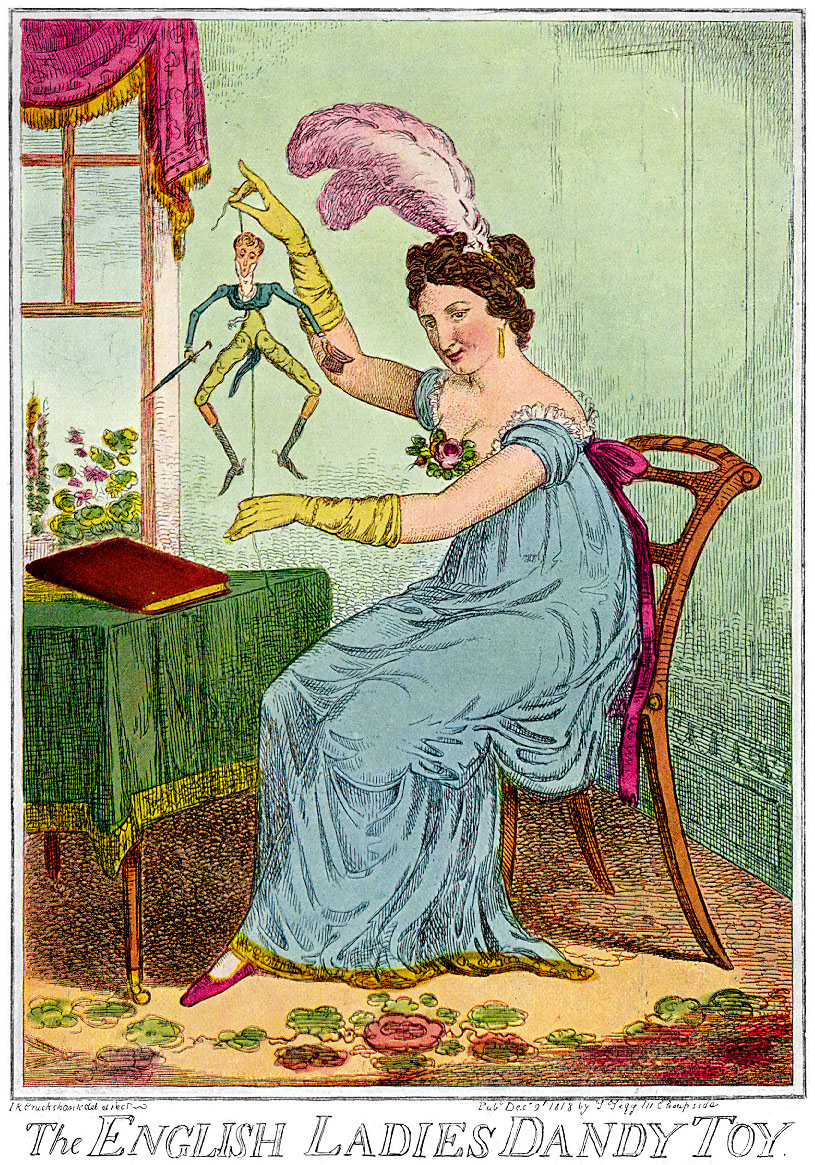
Karikatur von Cruikshank aus dem Jahre 1818

Isaac Robert Cruikshank (* 27. September 1789 in Bloomsbury; † 13. März 1856 in Pentonville) war ein englischer Karikaturist und Illustrator. Er war der ältere Bruder von George Cruikshank, der ebenfalls Karikaturist war, sowie Sohn des schottischen Malers und Karikaturisten Isaac Cruikshank.
Robert Cruikshank besuchte gemeinsam mit seinem Bruder die Schule in Edgware. Beide waren sehr interessiert am Theater und führten gemeinsam mit ihrem Freund, dem später berühmten Schauspieler Edmund Kean, selbstgeschriebene Stücke auf. Die Brüder besuchten auch gerne Box- und Fechtturniere, Hahnenkämpfe und verschiedene Kneipen-Wettbewerbe.
Cruikshank wurde Seekadett auf dem Schiff Perseverance der East India Company. Er verstand sich aber nicht mit dem Kapitän, und auf der Rückfahrt seiner ersten Schiffsreise wurde er auf St. Helena zurückgelassen, ob mit Absicht oder ohne, darüber gehen die Darstellungen auseinander. 1806 kam er mit einem Walfänger zurück nach London und schockierte seine Familie, die in Trauer war, weil sie geglaubt hatte, er sei tot.
In den folgenden Jahren etablierte sich Cruikshank als Maler von Porträts und Kleinporträts, entdeckte aber auch nach und nach seine Freude an humoristischer Kunst. Eine seiner ersten Karikaturen ist aus dem Jahr 1816 bekannt, als er sich über Prinzessin Charlotte lustig machte. Seine Lieblingsmotive waren die Regency-Dandys und ihre weiblichen Pendants, der Prinzregent, dessen Frau Caroline und andere Angehörige der Oberschicht. Ein beliebtes Motiv war das damals moderne Hobby Horse (Laufrad).
Gegen Ende der 1820er Jahre hatte sich Robert Cruikshank einen Ruf als Karikaturist erarbeitet, dann aber wandte er sich zunehmend Buchillustrationen zu. Eines der bekanntesten Bücher war The Day and Night Scenes of Jerry Hawthorn, Esq., and his elegant friend Corinthian Tom, accompanied by Bob Logic, the Oxonian, in their Rambles and Sprees through the Metropolis, kurz Life in London genannt.
1856 erkrankte Robert Cruikshank, der nie den Popularitätsgrad seines jüngeren Bruders erreichte, an einer Bronchitis und starb. Er liegt auf dem Highgate Cemetery begraben.